# Christianity Today
Christianity Today (Cristianismo hoy) es un periódico cristiano evangélico ubicado en Carol Stream, Illinois, Estados Unidos. Es la principal publicación de la compañía Christianity Today International. 

## Historia
La revista fue fundada en 1956 por el evangelista bautista Billy Graham con la ayuda de John Howard Pew, un ejecutivo de una compañía petrolera. El primer editor fue el teólogo evangélico Carl F. H. Henry.
Durante la primera década, Christianity Today contó con la contribución de connotados personajes como F. F. Bruce, Edward John Carnell, Frank Gaebelein, Walter Martin, John Warwick Montgomery, y Harold Lindsell. Posteriormente Carl F. H. Henry fue sucedido por Harold Lindsell, durante cuya administración la atención estuvo centrada en el debate sobre la doctrina de la inerrancia bíblica. Más tarde la publicación estuvo a cargo de Kenneth Kantzer y de Terry Muck.
En 1975, Harold Myra asumió la presidencia de la revista y optó por el desarrollo de un grupo de varias revistas, promoviendo la fundación o adquisición de varios periódicos en las décadas de 1980 y 1990, entre ellos "Leadership", en 1980.
La presencia de la revista en Internet comenzó en octubre de 1994 cuando se convirtió en uno de los diez principales proveedores de contenido de AOL. Más tarde, en 1996, la publicación lanzó su propio sitio Web denominado inicialmente ChristianityOnline.com.
En 2008, su sitio web atrajo 11,8 millones de visitantes mensuales.
En 2022, el teólogo bautista Russell D. Moore fue nombrado editor de la revista.